# Beverly Hills Chihuahua 2
Beverly Hills Chihuahua 2 es una película de 2011, secuela de la comedia Beverly Hills Chihuahua, creada para DVD. Está dirigida por Alex Zamm y protagonizada por George López, Odette Yustman y Zachary Gordon. La película se centra en Papi y Chloe, que ahora están casados y con cinco cachorros. La película fue lanzada por Walt Disney Pictures el 1 de febrero de 2011.

## Argumento
Recién casados, Papi (voz de George López) y Chloe (voz de Odette Yustman), están tratando de mantenerse al día con sus cinco cachorros (voz de Zachary Gordon, Emily Osment,  Delaney Jones, Madison Pettis y Chantilly Spalan) que corren alrededor de la casa y crean un problema tras otro. La tía Viv (Susan Blakely), propietaria de Chloe, pasará los próximos 6 meses en la selva tropical con su sobrina, Rachel (Erin Cahill), en busca de plantas para una investigación médica. Durante este tiempo, Sam , propietario de Papi y ahora novio de Rachel, quedará al cuidado de la familia de chihuahuas. 
Sam lleva a Chloe, Papi y los cachorros a casa para estar con sus padres, el señor y la señora Cortez (Cástulo Guerra y Lupe Ontiveros). Sam descubre que su familia está luchando para pagar la hipoteca ya que el banco planea embargar su casa y venderla. Chloe encuentra un artículo en el periódico de un show canino con un premio grande en efectivo, que posteriormente también es visto por Sam. Pero, lamentablemente, los perros pierden ante un arrogante french poodle llamado Apolline (Bridgit Mendler). Junto a unos viejos amigos caninos, Delgado (voz de Miguel Ferrer) y Pedro, se embarcan en una nueva aventura para ganar el show y ayudar a la familia de Sam a conservar su casa.

## Reparto
- Phill Lewis - Mr. McKibble
- Marcus Coloma - Sam Cortez
- Erin Cahill - Rachel Ashe
- Susan Blakely - Vivian Ashe
- Lupe Ontiveros - Mrs. Cortez
- Castulo Guerra - Mr. Cortez
- Elaine Hendrix - Colleen Mansfield

Voces
- George Lopez - Papi Cortez
- Odette Annable - Chloe Winstron Ashe
- Zachary Gordon - Papi Jr. Cortez
- Emily Osment - Pep Cortez
- Madison Pettis - Lala Cortez
- Chantilly Spalan - Rosa Cortez
- Delaney Jones - Ali Cortez
- Miguel Ferrer - Delgado
- Bridgit Mendler - Marie Appoline Bouvier